# 플리커
플리커(영어: Flickr)는 미국의 기업 야후의 온라인 사진 공유 커뮤니티 사이트로 2004년 2월부터 운영되고 있다. 웹 2.0의 대표적인 프로그램 중 하나로 거론되며, 캐나다 밴쿠버의 기업인 루디코프에서 개발했다.
이 서비스는 개인 사진을 교환하는 목적 이외에도 블로거들이 사진을 올려 저장하는 용도로 쓰이기도 한다. 처음 이 서비스의 획기성은 자체 분류법적 방식을 이용하여 사진에 태그를 붙일 수 있도록 한 것에 기인한다.

## 역사
플리커는 카테리나 페이크 등이 설립한 회사 루디코프(Ludicorp)가 개발하였다. 루디코프는 2002년 설립된 캐나다 브리티시컬럼비아주 밴쿠버 소재 기업이었다. 루디코프는 플리커를 2004년 2월에 시작하였다. 플리커는 루디코프의 웹 방식 대규모 다중 사용자 온라인 게임(MMOG)인 게임 네버엔딩에 사용된 도구 중에서 선정해 나온 서비스였다. 플리커가 더욱 편리한 프로젝트로 보였고, 결국 게임 네버엔딩은 폐기되었다.
2005년 3월 야후!가 루디코프와 플리커를 인수하였다.

## 특징

### 조직화
플리커에서는 사진 제공자는 키워드 "태그"를 이용해서 사진들을 분류할 수 있다. 이것은 나중에 검색하려는 사람이 장소 이름이나 주제 같은 것을 가지고 검색하는 일을 쉽게 만들어 준다. 플리커에서는 사용자는 "가장 인기있는 태그"로 태깅된 사진들을 빠르게 접근할 수 있다. "사용자가 만든" 태그를 지원하기 때문에, 플리커는 자체 분류법적인 방식의 주요 사례로 일컬어지고 있다. 하지만 토마스 반데르 왈이라는 사람은 플리커는 자체 분류법의 가장 좋은 예제는 아니라고 주장한다. 하지만 플리커는 태그 구름을 구현한 최초의 사이트 중 하나이다.
플리커에서는 사용자는 사진을 "집합들"을 가지고 정리할 수 있다. "집합들"이란 같은 표제를 가진 사진들의 그룹을 말한다. 하지만, "집합들"은, 전통적인 폴더-방식의 파일 조직화보다는 더 유연하다. 한 개의 사진은 한 집합에 속할 수도 있으며, 다수의 집합에 속할 수도 있으며, 어느 집합에도 속하지 않을 수도 있다. (이 개념은 구글의 지메일의 "레이블즈" 개념과 유사점을 지니고 있다.) 플리커의 "집합들"은 물리적인 계층보다는 분류된 메타데이터를 표현하고 있다. "집합들"은 "콜렉션들"로 모일 수 있다. 콜렉션은 더 높은 계층의 콜렉션으로 모일 수 있다.
플리커는 수준 있고 종합적인 웹-서비스 API를 제공하고 있다. 웹 프로그래머들은 사용자가 플리커 웹사이트 상에서 할 수 있는 동작과 거의 마찬가지의 동작을 해 줄 수 있는 애플리케이션을 작성할 수 있다.

### 오거나이저
오거나이저(Organizer)는 플리커 계정 하나에 대해, 그 계정에 속한 사진들을 조직화해주는 웹 애플리케이션이다. 오거나이저를 이용하면 사용자들은 태그, 사진 설명, 집합 등을 수정할 수 있으며, 세계 지도(야후! 맵과 연동된다.)에 사진을 배치할 수도 있다. 오거나이저는 에이잭스를 이용한다. 데스크톱 기반의 사진 관리 애플리케이션의 룩 앤드 필과 기능 등을 거의 흡사하게 흉내내 준다. 이러한 까닭으로 오거나이저는 일련의 사진 조직화 작업을 용이하게 해준다. 단 이러한 작업들은 웹인터페이스를 이용하기 때문에 사용하기 불편한 단점은 있다.

## 같이 보기
- UCC
- 텀블러 (마이크로블로그)
- 위키미디어 공용